# Dana Scully
Dana Katherine Scully (født 23. februar 1964 i Annapolis, Maryland) er en fiktiv karakter i den amerikanske science-fiction TV-serie X-Files. Hun spilles af Gillian Anderson. FBI Special Agent Dana Scully har en bachelorgrad i fysik fra University of Maryland og er uddannet læge fra Stanford University. I 1992 blev Scully bedt om at arbejde sammen med FBI Special Agent Fox Mulder, primært for at miskreditere hans arbejde med X Files. Dana Scully er forsker og derfor af natur skeptisk for det paranormale som hun sammen med Mulder efterforsker.
Hun er vokset op i en tætknyttet katolsk familie. Både hendes far William Scully og hendes storebror William Scully Jr. er flådeofficerer. Scully blev i 1994 bortført af Duane Barry, en mand som mente at han havde været bortført af rumvæsener. Hendes komatøse krop blev uger senere afleveret på et hospital i Washington DC. Bortførelsen får alvorlige følger for Scully. Eksempelvis så udvikler hun kræft.